# Carpodacus dubius
El camachuelo cejiblanco (Carpodacus dubius) es una especie de ave paseriforme de la familia Fringillidae propia de China y Tíbet. Anteriormente se consideraba conespecífico del camachuelo de Thura (Carpodacus thura), pero en la actualidad se clasifican como especies separadas.

## Taxonomía
Anteriormente se clasificaba dentro de la especie del camachuelo de Tura (Carpodacus thura), pero en 2013 se separaron a causa de los estudios genéticos, y en la actualidad se consideran especies separadas. Se reconocen tres  subespecies de camachuelo cejiblanco:
- C. d. femininus Rippon, 1906  - presente en el este de Tíbet y el suroeste de China;
- C. d. dubius Przewalski, 1876 - ocupa el oeste de China;
- C. d. deserticolor (Stegmann, 1931) - se encuentra el centro de China.

## Distribución y hábitat
Se encuentra únicamente en China y el Tíbet. Sus hábitats naturales son los bosques montanos y las zonas de matorral.